# Jucheon-myeon, Namwon
Jucheon-myeon (koreanska: 주천면) är en socken i den södra delen av Sydkorea. Den ligger i kommunen Namwon i provinsen Norra Jeolla, 245 km söder om huvudstaden Seoul.